# Provesende, Gouvães do Douro e São Cristóvão do Douro
Provesende, Gouvães do Douro e São Cristóvão do Douro (oficialmente: União das Freguesias de Provesende, Gouvães do Douro e São Cristóvão do Douro) é uma freguesia portuguesa do município de Sabrosa, com 18,37 km² de área e 463 habitantes (censo de 2021). A sua densidade populacional é 25,2 hab./km².

## História
Foi criada aquando da reorganização administrativa de 2012/2013,  resultando da agregação das antigas freguesias de Provesende, Gouvães do Douro e São Cristóvão do Douro.

## Demografia
A população registada nos censos foi:
| Distribuição da População por Grupos Etários | Distribuição da População por Grupos Etários | Distribuição da População por Grupos Etários | Distribuição da População por Grupos Etários | Distribuição da População por Grupos Etários | Distribuição da População por Grupos Etários |
| -------------------------------------------- | -------------------------------------------- | -------------------------------------------- | -------------------------------------------- | -------------------------------------------- | -------------------------------------------- |
| Antes da agregação                           |                                              |                                              |                                              |                                              |                                              |
| Ano                                          | 0-14 anos                                    | 15-24 anos                                   | 25-64 anos                                   | >= 65 anos                                   | Total                                        |
| 2001                                         | 133                                          | 100                                          | 374                                          | 185                                          | 792                                          |
| 2011                                         | 79                                           | 49                                           | 304                                          | 180                                          | 612                                          |
| Após a agregação                             |                                              |                                              |                                              |                                              |                                              |
| Ano                                          | 0-14 anos                                    | 15-24 anos                                   | 25-64 anos                                   | >= 65 anos                                   | Total                                        |
| 2021                                         | 36                                           | 49                                           | 211                                          | 167                                          | 463                                          |